# (3828) Hoshino
(3828) Hoshino es un asteroide perteneciente al cinturón de asteroides, descubierto el 22 de noviembre de 1986 por Kenzo Suzuki y el también astrónomo Takeshi Urata desde el Toyota Observatory, Japón.

## Designación y nombre
Designado provisionalmente como 1986 WC. Fue nombrado Hoshino en honor a Jiro Hoshino astrónomo aficionado japonés y fabricante de espejos para telescopios.